# Riocreuxia picta
Riocreuxia picta är en oleanderväxtart som beskrevs av Rudolf Schlechter. Riocreuxia picta ingår i släktet Riocreuxia och familjen oleanderväxter. Inga underarter finns listade i Catalogue of Life.